# Horky (ort i Tjeckien, Mellersta Böhmen, lat 49,87, long 15,44)
Horky är en ort i Tjeckien.   Den ligger i regionen Mellersta Böhmen, i den centrala delen av landet, 80 km öster om huvudstaden Prag. Horky ligger 300 meter över havet och antalet invånare är 392.
Terrängen runt Horky är lite kuperad, och sluttar norrut.Runt Horky är det ganska tätbefolkat, med 62 invånare per kvadratkilometer. Närmaste större samhälle är Kutná Hora, 15,1 km nordväst om Horky. Trakten runt Horky består till största delen av jordbruksmark.